# Туанаке

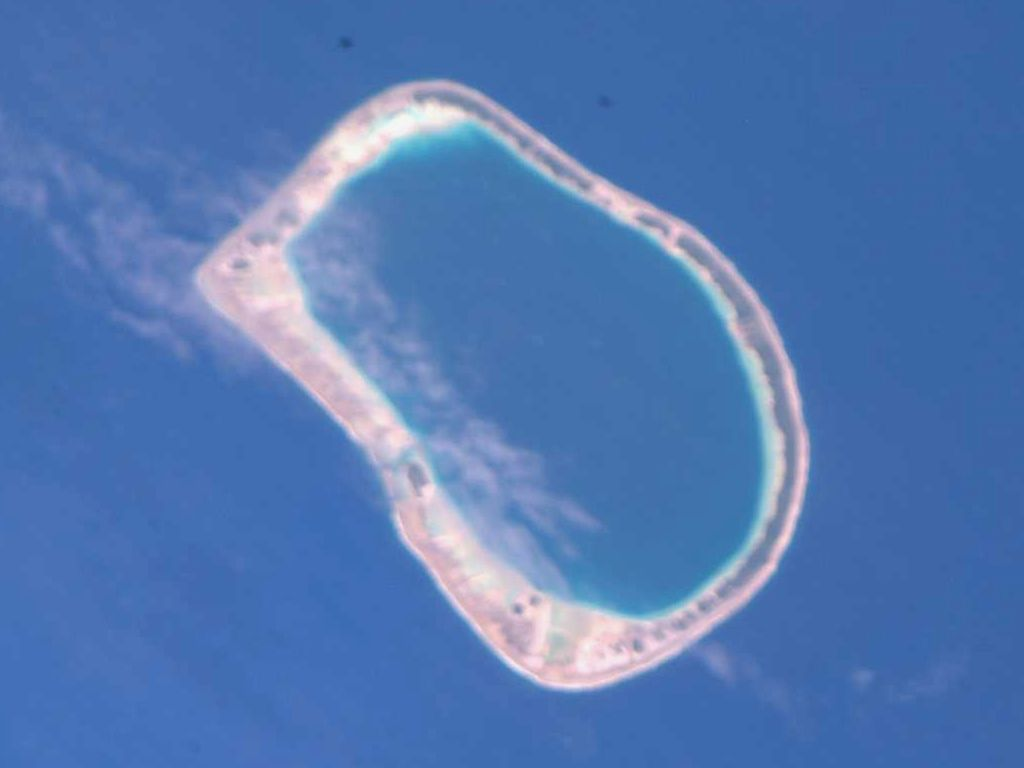
Космический снимок атолла.

Туанаке (фр. Tuanake) — атолл в архипелаге Туамоту (Французская Полинезия). Расположен в 20 км к юго-западу от острова Макемо и в 20 км к северу от Тепото.

## География
Атолл имеет форму круга, диаметр которого составляет 7 км. В центре расположена лагуна, соединённая с океаническими водами.

## История
Таунаке был открыт в 1820 году русским путешественником Фаддеем Фаддеевичем Беллинсгаузеном.

## Административное деление
Административно входит в состав коммуны Макемо.

## Население
В 2007 году Туанаке был необитаем, хотя его время от времени посещали жители соседних островов.